# 彰化景觀公園
24°06′02″N 120°33′16″E / 24.100648°N 120.554518°E
彰化景觀公園位於彰化縣彰化市，占地寬廣的彰化市景觀公園土地是高公局管理的高架橋下土地，2008年12月耗資新台幣六千八百五十九萬七千元，
其中新台幣一千二百三十九萬七千元，係行政院環保署補助，另行政院交通部補助經費新台幣五千萬元，彰化市公所自籌新台幣六百二十萬元。
彰化市新闢的彰化景觀公園面積多達一萬五千坪，是彰化市面積最大的休閒公園，公園內將闢休閒步道、
休閒遊舔綠地區、兒童遊樂區，還有體健運動設施、景觀池及景觀橋設施等整體而言是個綠化美化的新公園。
2011年彰化景觀公園第二期工程休閒運動場興建完工斥資800多萬元，占地逾5公頃的公園，景觀 （页面存档备份，存于）綠地之外還有籃球場及兒童遊具、成人體健等設施，希望遊客善加利用。
- 彰化景觀公園休閒運動場正式啟用 （页面存档备份，存于）

## 參照
- 彰化市公園列表